# Дмитриевка (приток Лалы)
Дмитриевка — река в России, протекает в Лузском районе Кировской области. Устье реки находится в 66 км по правому берегу реки Лала. Длина реки составляет 10 км.
Река вытекает из южной части болота Озёрское в 7 км к юго-западу от села Верхне-Лалье. В верхнем течении течёт на северо-восток, в нижнем — на восток. Всё течение проходит по ненаселённому лесному массиву. Впадает в Лалу в километре к югу от села Верхне-Лалье. Ширина реки на всём протяжении не превышает 10 метров.

## Данные водного реестра
По данным государственного водного реестра России и геоинформационной системы водохозяйственного районирования территории РФ, подготовленной Федеральным агентством водных ресурсов:
- Бассейновый округ — Двинско-Печорский
- Речной бассейн — Северная Двина
- Речной подбассейн — Малая Северная Двина
- Водохозяйственный участок — Юг
- Код водного объекта — 03020100212103000013119